# Lijst van voetbalinterlands Azerbeidzjan - Tsjechië (vrouwen)
Deze lijst van voetbalinterlands is een overzicht van alle officiële voetbalinterlands tussen de nationale vrouwenteams van Azerbeidzjan en Tsjechië. De landen hebben tot nu toe vier keer tegen elkaar gespeeld.

## Wedstrijden
| № | Plaats          | Datum            | Competitie           | Wedstrijd               | Uitslag |
| - | --------------- | ---------------- | -------------------- | ----------------------- | ------- |
| 1 | Bakoe           | 27 maart 2010    | WK 2011 kwalificatie | Azerbeidzjan − Tsjechië | 0 − 5   |
| 2 | Horní Počernice | 25 augustus 2010 | WK 2011 kwalificatie | Tsjechië − Azerbeidzjan | 8 − 0   |
| 3 | Bakoe           | 7 november 2019  | EK 2022 kwalificatie | Azerbeidzjan − Tsjechië | 0 − 4   |
| 4 | Chomutov        | 27 oktober 2020  | EK 2022 kwalificatie | Tsjechië − Azerbeidzjan | 3 − 0   |

## Samenvatting
| Competitie      | Totaal gespeeld | Winst Azerbeidzjan | Gelijk | Winst Tsjechië | Doelsaldo Azerbeidzjan – Tsjechië |
| --------------- | --------------- | ------------------ | ------ | -------------- | --------------------------------- |
| WK-kwalificatie | 2               | 0                  | 0      | 2              | 0 − 13                            |
| EK-kwalificatie | 2               | 0                  | 0      | 2              | 0 − 7                             |
| Totaal          | 4               | 0                  | 0      | 4              | 0 − 20                            |